# Brășlen, Ruse
Brășlen (în bulgară Бръшлен) este un sat în comuna Slivo Pole, regiunea Ruse,  Bulgaria. 

## Demografie
Componența etnică a satului Brășlen
     Bulgari (89,39%)
     Nicio identificare (10,6%)
     Altele (0%)
La recensământul din 2011, populația satului Brășlen era de 330 locuitori. Din punct de vedere etnic, majoritatea locuitorilor (89,39%) erau bulgari. Pentru 10,6% din locuitori nu este cunoscută apartenența etnică.